# Latacunga
Latacunga és una ciutat de l'Equador, capital de la província de Cotopaxi, situada al mig del carreró interandí, a la fossa de Patate, a 2760 metres d'altura. Està a 89 km al sud de Quito i a la vora de la confluència dels rius Alaques i Cutuchi, que formen el riu Patate. La seva població és de 51.689 habitants (2001).
La ciutat fou fundada el 1534 i ha estat destruïda quatre vegades per terratrèmols entre 1698 i 1798. Són famoses de la ciutat les chugchucaras, menjar típic compost per porc, blat de moro, bananes, empanadas i tostado (un tipus de blat de moro torrat).